# 赤石那奈
赤石 那奈（あかいし なな、1998年5月27日 - ）は、日本の元子役。東京都港区出身。放映新社に所属していた。

## 出演

### テレビドラマ
- 婚カツ! 1話、6話（2009年4月 - 6月、フジテレビ） - 高倉真琴（幼少期）役[1]
- 土俵ガール! 1話 （2010年7月 - 9月、毎日放送・TBS） - 若林光（幼少期） 役[1]
- サザエさん（フジテレビ） - 花沢花子 役[1]
  - パート2（2010年8月8日）
  - パート3（2011年1月2日）
- スクール!!（2011年1月 - 3月、フジテレビ） - 石田那奈 役
- 11人もいる!（2011年10月 - 12月、テレビ朝日） - 真田五月 役